# Kersten Miles

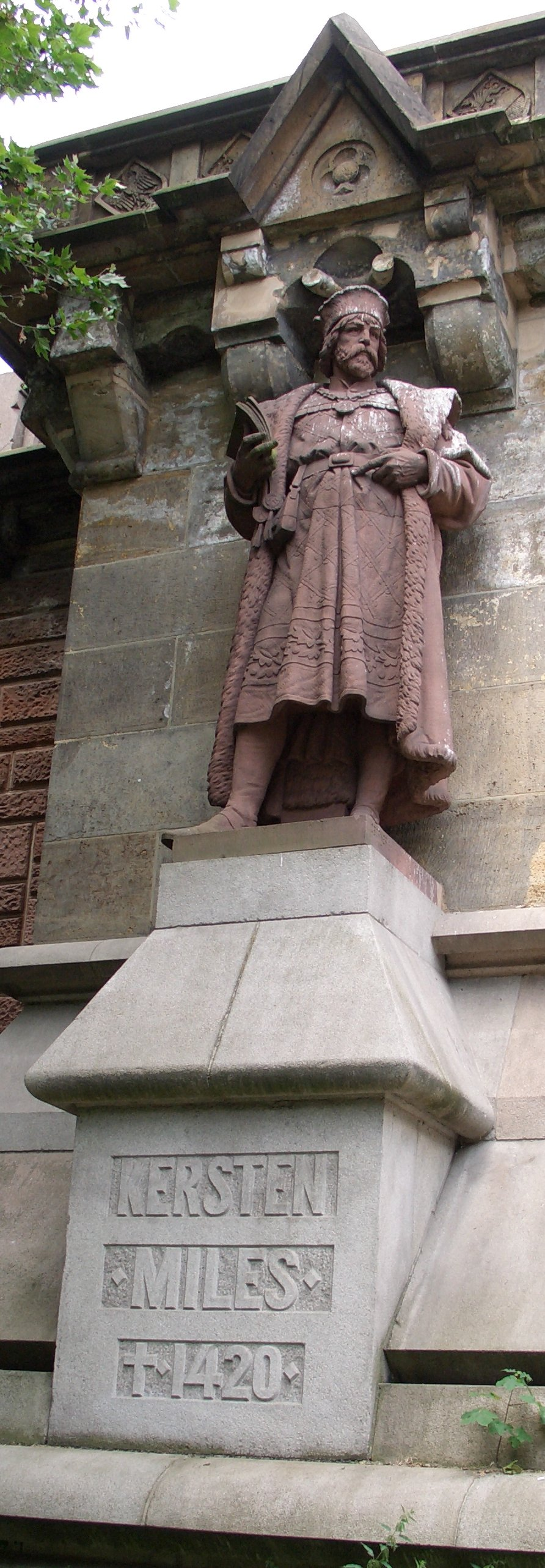
Kersten Miles an der Kersten-Miles-Brücke in Hamburg (Landungsbrücken)

Kersten (Christianus III) Miles (* um 1340 in Hamburg; † 1420 ebenda) wurde 1374 Hamburger Ratsherr und war von 1378 bis 1420 Hamburger Bürgermeister.

## Leben
Miles war ein Sohn des Hamburger Ratsherrn (1334) und Bürgermeister (1343) Johannes V Miles († 24. April 1359). (Er ⚭ I Gertrud de Monte, Tochter des Bürgermeisters Johannes de Monte II [† 1328]; und II mit Gerdrut, Tochter des Hamburger Bürgermeisters Bertrammus Tholner.) Der Hamburger Ratsherr 1310–1321, später mon. Ord. Cisterciensium, Johannes Christiani Miles junior III (1342 †), war sein Großvater.  (Er ⚭ I NN Crispus [Cruse] aus Lüneburg und II Ida NN.) - Kersten (Christianus) Miles war in erster Ehe 1377 mit Ermegardis (Ymmeke) Hutzing aus Lüneburg verheiratet, T. v. Johannes Hutzing aus Lüneburg und Alheit Toppenstede aus Lüneburg. Und ⚭ II in 1382 mit Hedwig (Heseke) Wrak († 1393/1400), Tochter von Ratsherr Tidericus Wrak II († 1367) und Margaretha Fransoyser (T. v. Hamburger BM. Nicolaus Fransoyser). Und in dritter Ehe mit einer Frau namens Grete verheiratet: ⚭ III 1400/03 mit Margaretha (!) Vermerschen, Tochter von Hamburger Ratsherr Hinricus Vermerschen († 1380) und vorher ⚭ NN Wolters und Johann Goltbeke. Mit Hezeke hatte er die gemeinsame Tochter Ida, mit Grete die  gemeinsame Tochter Hezeke.  Beide Töchter waren Nonnen im Kloster Harvestehude und bekamen eine Rente von ihrem Vater. Und der Bruder Wernerus II Miles (tod 1429): in Hamburg 1359/1427, Domdekan 1379–1414, Dompropst 1417–27, „1417 auf dem Konstanzer Konzil, Kaplan König Siegmunds“ (Reincke:1955): siehe Sigismund (HRR).
Nach Kersten Miles wurde die Kersten-Miles-Brücke in Hamburg, die Kersten-Miles-Straße in Cuxhaven sowie eine Vielzahl Schiffe und Boote benannt.

## Schaffen
Kersten Miles war ein Zeitgenosse Störtebekers und an dessen Hinrichtung beteiligt. Der Legende nach soll Störtebeker von Kersten Miles zugesagt worden sein, dass all jene Männer überleben dürften, an denen er nach seiner Enthauptung noch vorbeizugehen vermochte. An elf Männern schritt der Geköpfte vorbei, bevor ihm der Henker den Richtblock vor die Füße warf (laut einigen Quellen ihm ein Bein stellte). Nach dem Sturz des Piraten brach der Bürgermeister allerdings sein gegebenes Versprechen, und alle 73 Seeräuber wurden enthauptet.
Während Miles Amtszeit wurde 1410 der Hamburger Bürger Hein Brand auf Veranlassung Herzog Johanns von Sachsen-Lauenburg wegen Beleidigung verhaftet, musste aber aufgrund von Verfahrensfehlern wieder auf freien Fuß gesetzt werden. (Erich heiratete am 8. April 1373 Sophie von Braunschweig-Lüneburg [1358–1416], eine Tochter von Magnus II. Aus der Verbindung gingen hervor: Erich V. (Sachsen-Lauenburg) [† 1435], und Johann IV. [† 1414], Herzog von Sachsen-Lauenburg, MITREGENT mit Erich V.) Die Umstände dieser unrechtmäßigen Verhaftung waren einer der Auslöser zur Verabschiedung der ersten Verfassung der Stadt Hamburg.